# Parroquia Ventanas
La parroquia Ventanas es una parroquia urbana del centro-sur de la ciudad de Ventanas en Ecuador.
Está formada por la zona sur del río Zapotal, en esta parroquia está formada por el centro y el sur de la ciudad. El centro es la zona comercial, pues en ella se concentra la actividad comercial de la ciudad. En el sur de la ciudad se ubican dos zonas: la residencial y la urbano-marginal.

## Historia
Desde 1846 fue parroquia rural del cantón Puebloviejo, que por esa época pertenecía a la provincia del Guayas. Posteriormente, al crearse la provincia de Los Ríos por decreto del 6 de octubre de 1860, expedido por el Dr. Gabriel García Moreno, junto a Chimbo y
Guaranda pasó a pertenecer a esa nueva jurisdicción. Entonces desde allí surge la idea emancipadora por parte del entonces concejal de la Municipalidad de Puebloviejo, señor Gilberto Gordillo Ruiz y el respaldo del también concejal señor Rafael Astudillo Cárdenas, ambos representantes de la parroquia Ventanas; organizaron una Asamblea que se llevó a efecto en una sala de cine que funcionaban en los bajos de la casa de don Nicanor Florencia Machado, a la que concurrieron muchos ciudadanos ante quien expuso las razones el concejal Gordillo , y el derecho que le asistía a Ventanas para hacerse cantón.
El cantón Ventanas fue creado el 10 de noviembre de 1952 durante la presidencia de José María Velasco Ibarra. Entonces la parroquia Ventanas cambió de ser rural a urbana. 

## Demografía y división administrativa

### Límites de la parroquia
Está limitada en la parte norte por el río Río Zapotal, lindando con la parroquia urbana 10 de Noviembre.

### Barrios

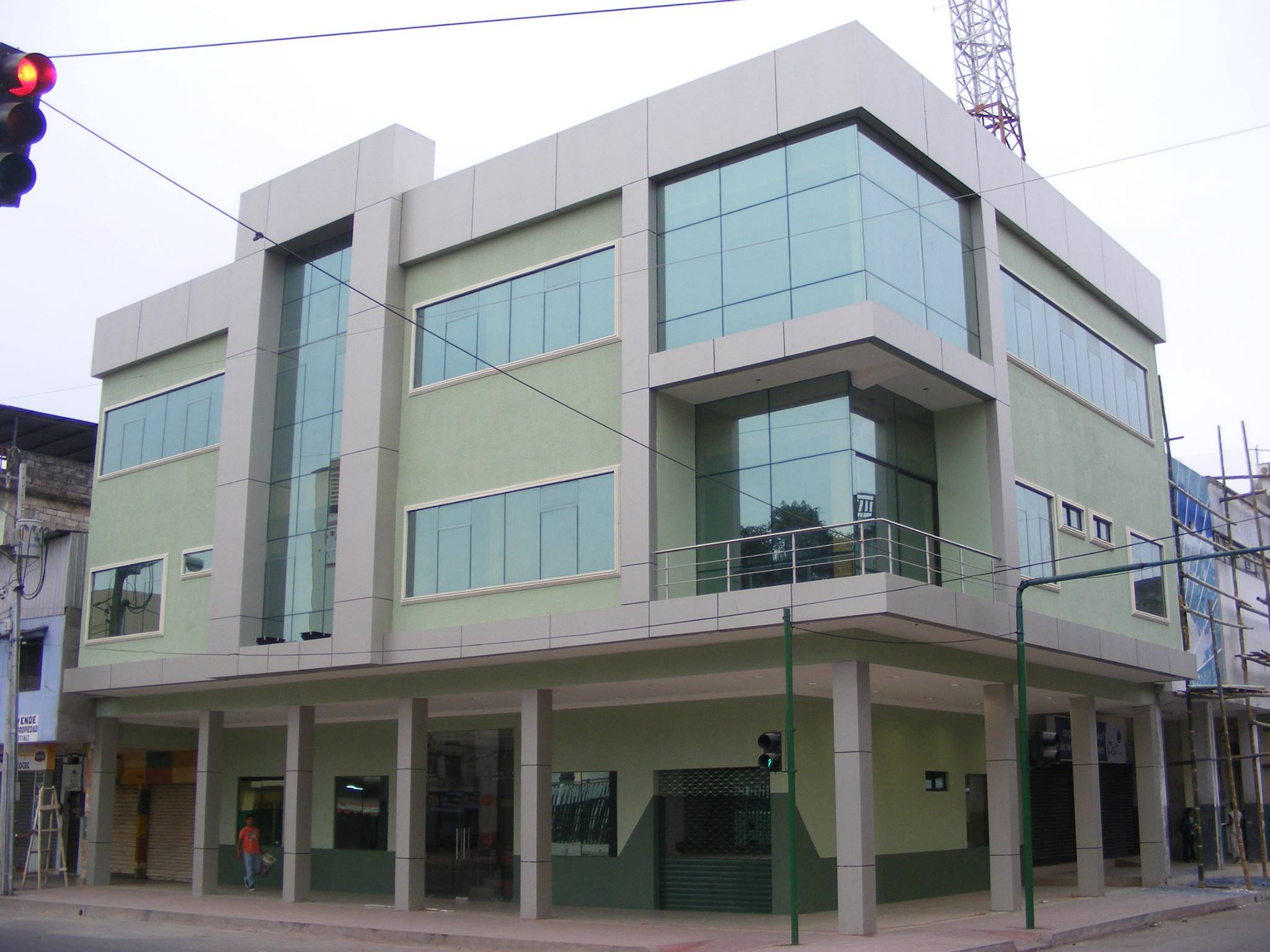
Sede de la Alcaldía de Ventanas.

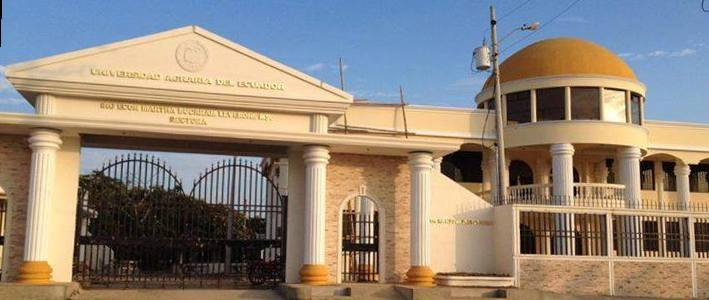
Sede de la Universidad Agraria del Ecuador, ubicada en el sur de la ciudad.

En esta parroquia se ha categorizado 3 zonas para un mejor estudio y ordenamiento territorial de la población de la siguiente manera:
- La zona 1 (centro) es de categoría comercial
- La zona 2 (sur) es de categoría residencial
- La zona 6 (sur) es de categoría urbano-marginal

| Zona | Barrios |  |
| ---- | --- |  |
| 1    | Centro. |  |
| 2    | cdla. San Vicente, cdla.La Gloria, lotiz. El Prado, cdla. Nuevo Ventanas, cdla. Bellavista, cdla. América Campuzano                                                                |  |
| 6    | coop. Nueva Esperanza, lotiz. Divino Niño, lotiz. La Primavera, coop, Manuel Vera 2, coop. Un Solo Toque, coop. Nuevo Asentamiento, coop. Carlos Carriel, coop. Creciendo Iguales. |  |

### Lugares de interés
- El Malecón de la ciudad
- El parque central
- El parque 13 de Abril

### Edificios y monumentos
- El Palacio Municipal
- La Iglesia del Sagrado Corazón de Jesús
- El monumento al Montubio

## Educación

### Educación infantil, primaria y secundaria
En la parroquia Ventanas, hay 2 guarderías , 5 colegios públicos de educación infantil y primaria, 2 institutos de educación secundaria y 1 colegio privado.

## Transporte

### Autobuses
Cuatro números de líneas de autobuses dan servicio a la parroquia. Las líneas son:
| Línea | Terminales                                 |
| ----- | ------------------------------------------ |
| 1     | Col. Ana Rosa Valdivieso - 10 de Noviembre |
| 2     | Col. Ana Rosa Valdivieso - 10 de Noviembre |
| 4     | Col. Ventanas                              |
| 5     | Lechugal - Col. Ana Rosa Valdivieso        |